# Jacques Nguyễn Ngọc Quang
Jacques Nguyễn Ngọc Quang (Bà Rịa, 23 luglio 1909 – Cần Thơ, 20 giugno 1990) è stato un vescovo cattolico vietnamita.

## Biografia
Jacques Nguyễn Ngọc Quang nacque in una famiglia numerosa e profondamente cattolica il 23 luglio 1909 in una località ora facente parte di Bà Rịa nella Provincia di Ba Ria-Vung Tau. Entrò in seminario all'età di undici anni. Completati gli studi, venne ordinato prete il 21 settembre 1935. Nel 1939 venne inviato in Francia per approfondire i suoi studi teologici e tornò in patria nel 1946 dove svolse vari incarichi, tra cui direttore del seminario minore di Vinh Long e poi vicario generale della diocesi di Vĩnh Long.

### Ministero episcopale
Il 22 marzo 1965 papa Paolo VI lo nominò vescovo di Cần Thơ. Ricevette l'ordinazione episcopale il 5 maggio 1965 nella cattedrale di Sant'Anna a Vĩnh Long dall'arcivescovo Angelo Palmas, delegato apostolico in Vietnam. Partecipò alla quarta e ultima sessione del Concilio Vaticano II. Fu alacre promotore di numerose iniziative volte alla cura pastorale della sua diocesi, ampliando e riformando i seminari, organizzando gruppi di catechisti per evangelizzare le aree periferiche e istituendo numerose opere di beneficenza per i poveri i bisognosi della collettività.
Morì il 20 giugno 1990 all'età di 80 anni a Cần Thơ.

## Genealogia episcopale e successione apostolica
La genealogia episcopale è:
- Cardinale Scipione Rebiba
- Cardinale Giulio Antonio Santori
- Cardinale Girolamo Bernerio, O.P.
- Arcivescovo Galeazzo Sanvitale
- Cardinale Ludovico Ludovisi
- Cardinale Luigi Caetani
- Cardinale Ulderico Carpegna
- Cardinale Paluzzo Paluzzi Altieri degli Albertoni
- Papa Benedetto XIII
- Papa Benedetto XIV
- Papa Clemente XIII
- Cardinale Marcantonio Colonna
- Cardinale Giacinto Sigismondo Gerdil, B.
- Cardinale Giulio Maria della Somaglia
- Cardinale Carlo Odescalchi, S.I.
- Cardinale Costantino Patrizi Naro
- Cardinale Lucido Maria Parocchi
- Papa Pio X
- Papa Benedetto XV
- Papa Pio XII
- Cardinale Eugène Tisserant
- Papa Paolo VI
- Arcivescovo Angelo Palmas
- Vescovo Jacques Nguyễn Ngọc Quang

La successione apostolica è:
- Vescovo Emmanuel Lê Phong Thuận (1975)